# NGC 1034
NGC 1034 é uma galáxia irregular (I) localizada na direcção da constelação de Cetus. Possui uma declinação de -15° 48' 33" e uma ascensão recta de 2 horas, 38 minutos e 13,9 segundos.
A galáxia NGC 1034 foi descoberta em 1886 por Frank Leavenworth.